# Дурак (фильм)
«Дурак» — российский социально-драматический фильм 2014 года режиссёра Юрия Быкова.
Картина посвящается памяти Алексея Балабанова. Последняя роль Сергея Арцибашева.

## Сюжет
Действие происходит в провинциальном российском городе. Молодого слесаря-сантехника Дмитрия Никитина, который попутно учится на инженера-строителя, вечером вызывают в общежитие, где прорвало водопроводную трубу. В ходе осмотра здания Никитин определяет, что оно находится в аварийном состоянии и может рухнуть. Он едет домой, где понимает, что здание не выдержит больше суток. В общежитии проживают более восьмисот человек, которые даже не подозревают о грозящей им опасности.
Никитин через подругу своей матери, которая работает бухгалтером в городской администрации, находит способ сообщить об опасности мэру города Галагановой, которая в это время отмечает свой 50-летний юбилей в ресторане. Мэр собирает в малом зале ресторана высокопоставленных чиновников города на срочное совещание: падение здания грозит финансовой проверкой, в результате которой могут вскрыться крупномасштабные хищения бюджета на протяжении многих лет, в которых замешаны мэр и её подчинённые.
Хотя Галаганова склонна принять решение об эвакуации людей из здания, она вскоре понимает, что расселить жильцов не представляется возможным. Также отказался хозяин строительной фирмы Сафронов от временного расселения в новый жилой комплекс. Отказ Сафронова становится понятным Галагановой после того, как её заместитель и «серый кардинал» Богачёв признаётся ей, что вложил большие средства в это строительство и рассчитывает получить выгоду. Тогда мэр с Богачёвым принимают решение свалить вину за возможную катастрофу на своих подчинённых: начальника пожарной охраны и ЧС Матюгина, как не выполнявшего должный контроль, и начальника департамента ЖКХ Федотова, который якобы разворовал средства на строительство. Для этого они решают их убить, запустив легенду, что они сбежали из города. Начальник полиции, получив указание от мэра по телефону, говорит Никитину, Матюгину и Федотову, что эвакуация жильцов уже проводится, и приглашает их проехать убедиться в этом на месте. Однако вместо поездки к общежитию полицейские увозят Матюгина, Федотова и Никитина в глухое место. Перед расстрелом Федотов уговаривает их отпустить молодого сантехника. Полицейские приказывают Никитину молчать и немедленно покинуть город с семьёй.
Никитин спешит домой и той же ночью уезжает на машине с женой и сыном, будучи уверенным, что жильцов общежития уже расселяют, но по дороге видит, что возле общежития никого нет. Разругавшись с женой, которая не хочет отпускать его, потому что боится за семью, а также считает, что люди в общежитии им никто, Никитин бежит в общежитие и начинает будить жильцов с криком, что здание падает. На рассвете ему удаётся выгнать всех на улицу, однако один из местных алкоголиков настраивает толпу против сантехника, и того избивают. Никитин остаётся лежать на пороге общежития, а жильцы уходят обратно в здание.

## В ролях
| Актёр                | Роль                                              |
| -------------------- | ------------------------------------------------- |
| Артём Быстров        | Дмитрий Иванович Никитин                          |
| Наталья Суркова      | мэр Нина Сергеевна Галаганова                     |
| Юрий Цурило          | заместитель мэра Богачёв                          |
| Александр Коршунов   | Иван Никитин, отец Дмитрия                        |
| Ольга Самошина       | Антонина Никитина, мать Дмитрия                   |
| Борис Невзоров       | начальник службы ЖКХ Фёдор Матвеевич Федотов      |
| Кирилл Полухин       | начальник пожарной охраны города Анатолий Матюгин |
| Дарья Мороз          | жена Никитина Мария Никитина                      |
| Сергей Арцибашев     | начальник службы здравоохранения Тульский         |
| Дмитрий Куличков     | пьяница из общежития                              |
| Елена Панова         | жена пьяницы                                      |
| Ангелина Римашевская | дочь пьяницы                                      |
| Максим Пинскер       | начальник УВД Сергей Павлович Саяпин              |
| Любовь Руденко       | главный бухгалтер Галина Разумихина               |
| Ирина Низина         | сотрудница мэрии Черненко                         |
| Илья Исаев           | хозяин строительной фирмы Сафронов                |
| Пётр Баранчеев       | помощник мэра Емельянов                           |

## Съёмки
Съёмки фильма проходили в Туле и Москве. Для съёмок разрушающегося здания было найдено реальное общежитие в Туле (ул. Металлургов, д. 85). Трещины, ползущие по стене, были созданы художниками, и с точки зрения физики невозможны ни по очертаниям, ни по направлениям изломов. Декорация имела размер восемь метров в ширину и три в высоту, а остальная часть была дорисована компьютером. Внутри помещений на четырёх этажах трещины были настоящими, их, по согласию жильцов, сделала съёмочная группа (после окончания съёмок за счёт создателей картины был сделан небольшой ремонт).
Семейные сцены в доме Никитина снимались в обычной московской квартире в Кузьминках. Во время съёмок хозяева квартиры находились в соседней комнате.

## Саундтрек
- «Кино» — «Спокойная ночь»
- «Лесоповал» — «Я куплю тебе дом»
- Ирина Аллегрова — «С днём рождения»
- Михаил Шуфутинский — «Старое кафе»

## Реакция
В СНГ было всего 17 копий фильма для кинотеатров, и фильму не удалось снискать своего зрителя, кассовые сборы за 3 недели проката в СНГ составили 23 115$. Фильм стал популярен в СНГ только в январе 2015, через месяц после выхода, когда появилась возможность посмотреть его не в кинотеатре, тогда же он и попал в топ-250 «Кинопоиска». Сильное влияние на такую популярность оказала положительная рецензия на фильм от BadComedian, собравшая 1,5 млн просмотров на YouTube. Юрий Быков соглашается с тем, что положительный обзор Badcomedian помог фильму «раскрутиться». По его словам, герой в конце фильма умирает.
В начале 2022 года стало известно, что фильм будет адаптирован компанией MGM Orion Television в англоязычный сериал с рабочим названием Collapse.

## Награды и номинации
- Кинофестиваль «Кинотавр»-2014:
  - Приз им. Г. Горина за лучший сценарий (Юрий Быков)
  - Диплом Гильдии киноведов и кинокритиков («За бескомпромиссность художественного высказывания»)
- Кинофестиваль в Локарно[7]:
  - приз экуменического жюри
  - приз молодёжного жюри
  - приз за лучшую мужскую роль (Артём Быстров)
- Второй приз 8-го Фестиваля российского кино «Спутник над Польшей» (Варшава)[8]
- Фестиваль европейского кино «Дез Арк» в Гренобле[9]:
  - гран-при — «Хрустальная стрела»
  - премия за лучшую операторскую работу (Кирилл Клепалов)
  - премия молодёжного жюри
- Премия Гильдии киноведов и кинокритиков России «Белый слон» за лучшую женскую роль второго плана — Наталье Сурковой[10]
- Кинопремия «Ника»:
  - премия за лучшую женскую роль второго плана — Дарья Мороз
  - премия за лучшую сценарную работу — Юрий Быков
  - номинация на премию за лучший фильм года
  - номинация на премию за лучшую женскую роль второго плана — Наталья Суркова
  - номинация на премию за лучшую мужскую роль — Артём Быстров
- 5-й Забайкальский кинофестиваль (Чита)[11]:
  - Главный приз
  - приз за лучшую женскую роль — Наталья Суркова

## Комментарии
1. ↑  Название города в фильме не упоминается, но фильм частично снимался в Туле, и некоторые указатели с названием города видны в кадре.